# جورج تايلور (لاعب كرة قاعدة)
جورج تايلور (بالإنجليزية: George Taylor)‏ هو لاعب كرة قاعدة أمريكي، ولد في 22 نوفمبر 1853 في نيويورك في الولايات المتحدة، وتوفي في 28 أكتوبر 1911.